# ليليان فونتين
ليليان فونتين (بالإنجليزية: Lilian Fontaine)‏ هي ممثلة بريطانية، ولدت في 11 يونيو 1886 في المملكة المتحدة، وتوفيت في 20 فبراير 1975 بسانتا باربارا في الولايات المتحدة بسبب سرطان.

## وصلات خارجية
- ليليان فونتين على موقع IMDb (الإنجليزية)
- ليليان فونتين على موقع ألو سيني (الفرنسية)
- ليليان فونتين على موقع أول موفي (الإنجليزية)
- ليليان فونتين على موقع قاعدة بيانات برودواي على الإنترنت (الإنجليزية)
- ليليان فونتين على موقع قاعدة بيانات الأفلام السويدية (السويدية)
- ليليان فونتين على موقع قاعدة بيانات الفيلم (الإنجليزية)
- ليليان فونتين على موقع كينوبويسك (الروسية)